# Ďumbier
Ďumbier (2046 m) je nejvyšším vrcholem Nízkých Tater. Nachází se v hlavním hřebeni mezi horami Chopok (2024 m), Krúpova hoľa (1922 m) a Štiavnica (2025 m) s Králičkou (1807 m). Na severu se Ďumbier jeví jako mohutný vysokohorský masiv s 500 m vysokými stěnami, pilíři a žlábky do ledovcových kotlů v koncích Bystré a Ludárovy doliny. Mírnější jižní svahy pokrývá pole žulových balvanů. V severních kotlích se vyskytují kamzíci a svišti. Vrcholová část zřejmě připomínala kořen zázvoru – maďarsky Gyömbér, odtud pak slovensky Ďumbier. Severní a východní úbočí hory je chráněno jako národní přírodní rezervace Ďumbier.
Z vrcholu Ďumbieru je daleký kruhový rozhled na prakticky všechna pohoří středního a severního Slovenska. Výstupové trasy vedou z několika směrů přes Krúpovu hoľu – ze sedla Čertovica, z Chopku (vrcholová stanice lanovky), od chaty generála Milana Rastislava Štefánika.
Hora leží Žilinském kraji a Banskobystrickém kraji, okresech Liptovský Mikuláš a Brezno v extravilánech katastrů obcí Liptovský Ján, Demänovská Dolina a Horná Lehota.

## Historie
Ve svazích se v minulosti intenzivně dolovala železná ruda, zlato a antimonit. Pozůstatky této činnosti jsou patrné téměř ve všech údolích. Za druhé světové války proběhly na svazích boje mezi slovenskými partyzány a stahujícími se Němci. Na památku těchto bojů a těžkého přechodu Nízkých Tater partyzány v zimě roku 1944 postavili u nedaleké chaty Milana Rastislava. Štefánika pomník padlým partyzánům.

## Galerie

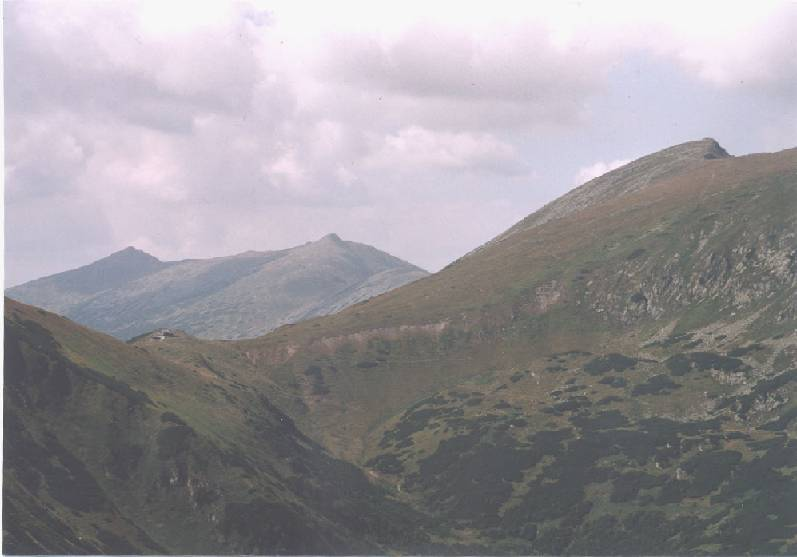
Ďumbier a za ním Chopok
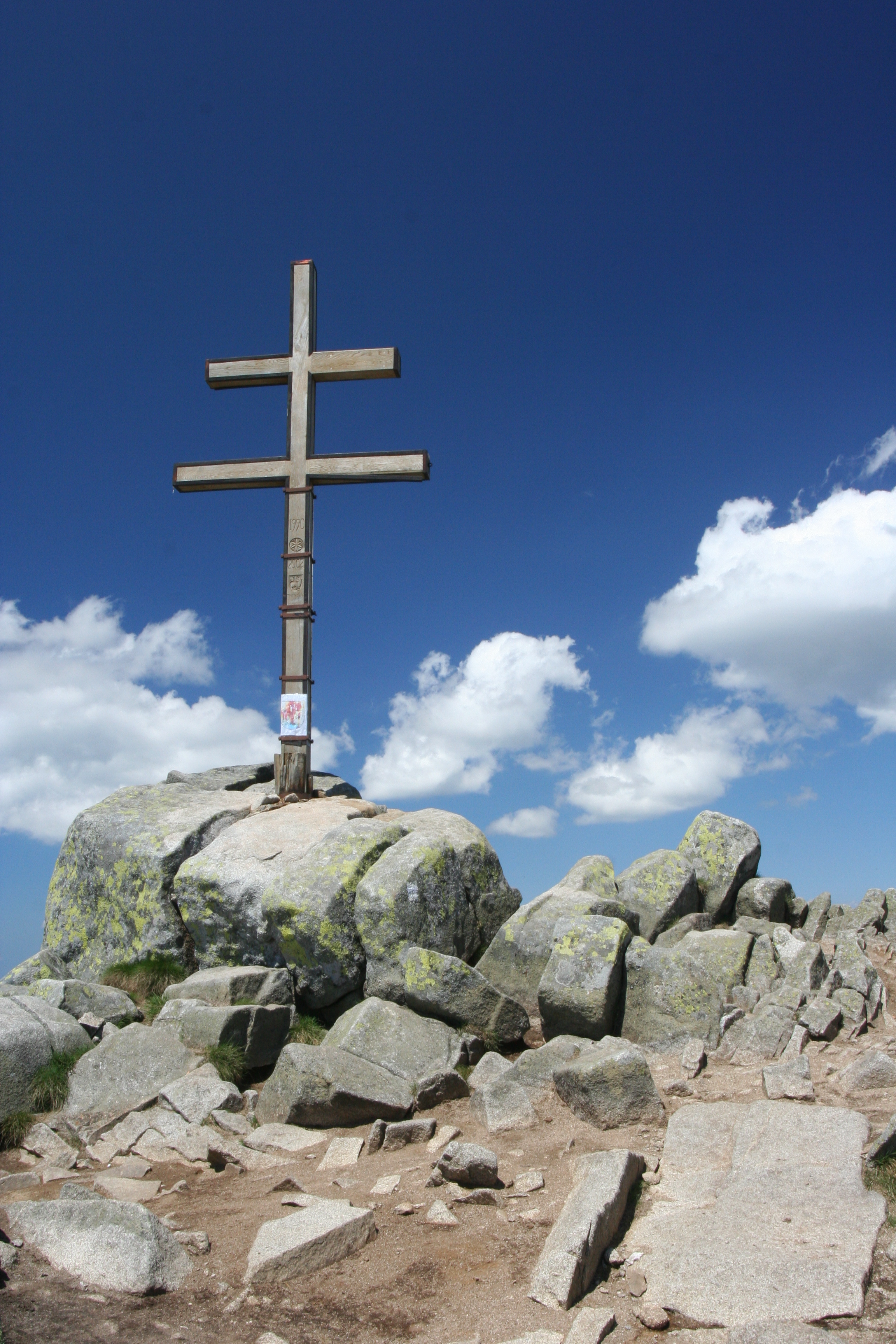
Vrchol
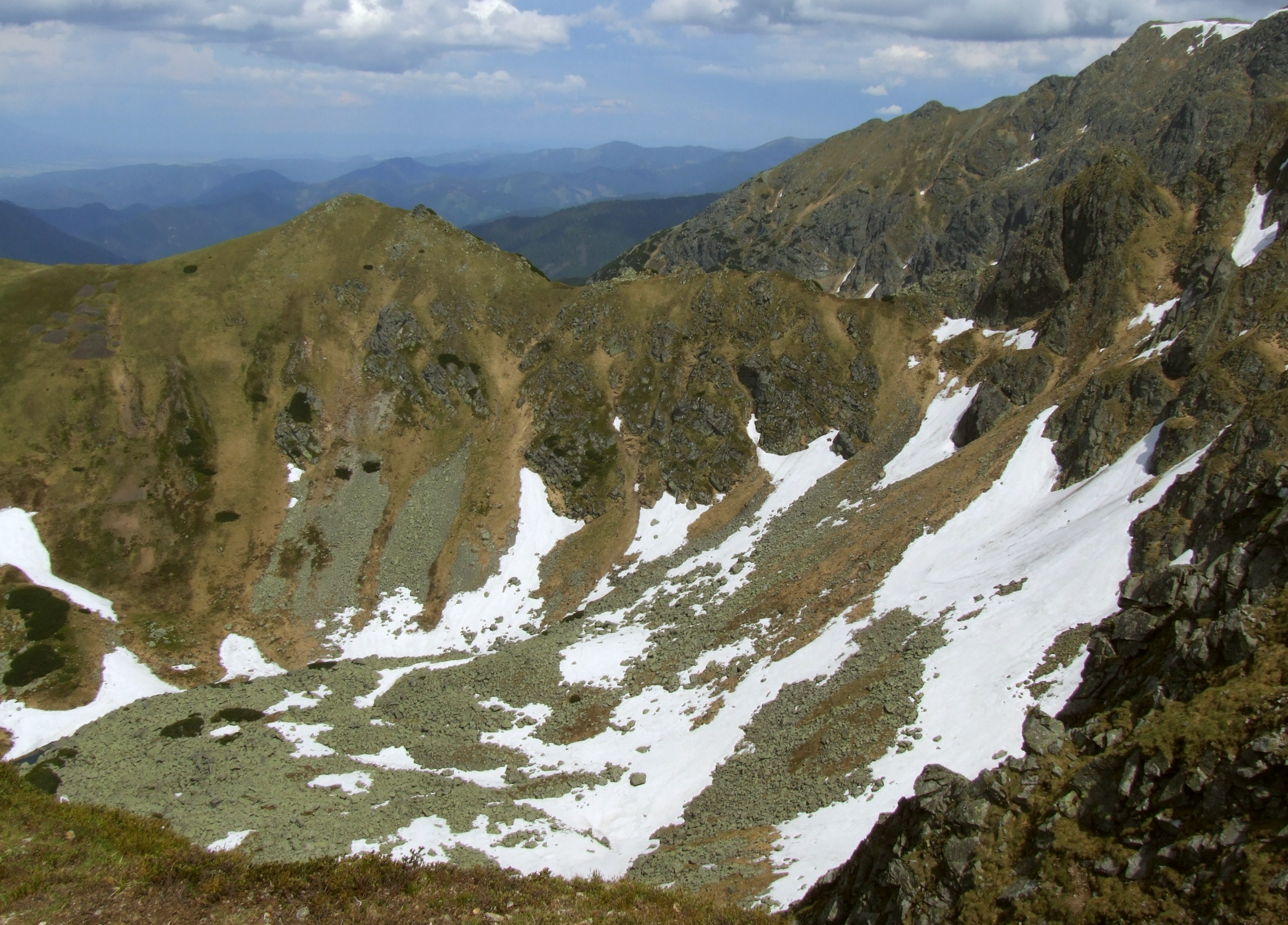
Kotel pod severní stěnou
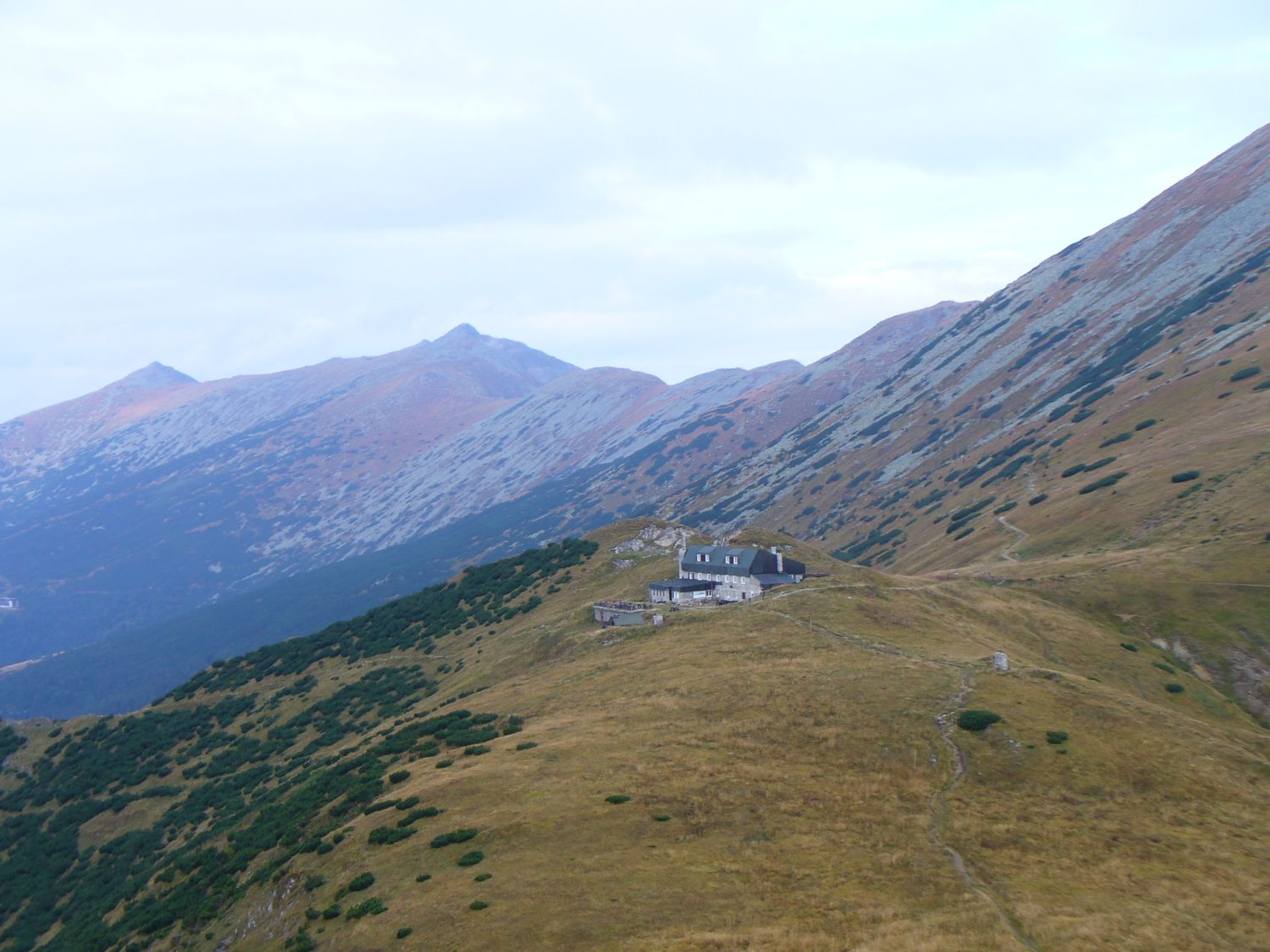
Štefánikova chata